# Войшин (Люблінське воєводство)
Войшин (пол. Wojszyn) — село в Польщі, у гміні Яновець Пулавського повіту Люблінського воєводства.
Населення — 663 особи (2011).

## Демографія
Демографічна структура станом на 31 березня 2011 року:
|          | Загалом | Допрацездатний вік | Працездатний вік | Постпрацездатний вік |
| -------- | ------- | ------------------ | ---------------- | -------------------- |
| Чоловіки | 353     | 70                 | 244              | 39                   |
| Жінки    | 310     | 66                 | 175              | 69                   |
| Разом    | 663     | 136                | 419              | 108                  |